# Polyrhachis cedarensis
Polyrhachis cedarensis é uma espécie de formiga do gênero Polyrhachis, pertencente à subfamília Formicinae.